# هاري كلاينر
هاري كلاينر (بالإنجليزية: Harry Kleiner)‏ هو منتج أفلام وكاتب سيناريو أمريكي، ولد في 10 سبتمبر 1916 في تبليسي في جورجيا، وتوفي في 17 أكتوبر 2007 في شيكاغو في الولايات المتحدة.

## وصلات خارجية
- هاري كلاينر على موقع IMDb (الإنجليزية)
- هاري كلاينر على موقع ألو سيني (الفرنسية)
- هاري كلاينر على موقع أول موفي (الإنجليزية)
- هاري كلاينر على موقع قاعدة بيانات الأفلام السويدية (السويدية)
- هاري كلاينر على موقع قاعدة بيانات الفيلم (الإنجليزية)
- هاري كلاينر على موقع كينوبويسك (الروسية)